# Rhips carenata
Rhips carenata is een rondwormensoort uit de familie van de Chromadoridae. De wetenschappelijke naam van de soort is voor het eerst geldig gepubliceerd in 1985 door Pastor de Ward.